# Yamaha TR 1

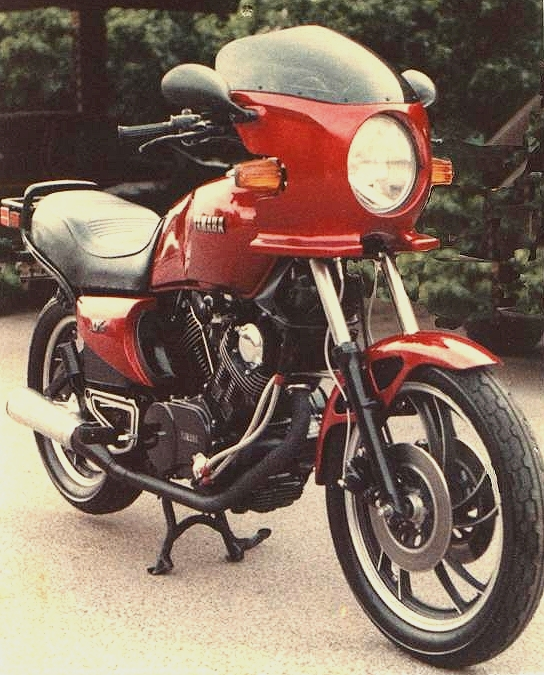
US-Version XV 920 mit Nachrüst-Cockpitverkleidung

Die Yamaha TR 1 (in wechselnden offiziellen Schreibweisen auch TR-1, TR 1. oder TR1) war ein zwischen 1981 und 1983 gebautes und bis 1985 angebotenes Touren-Motorrad des japanischen Motorradherstellers Yamaha.
Außerhalb Europas wurde die Yamaha TR 1 als XV 1000 und in den USA – leicht modifiziert – als XV 920 vermarktet. Die im Herbst 1980 auf der Kölner Messe IFMA als Sporttourer vorgestellte Maschine verfügte als besondere Merkmale über einen 981 cm³ großen, luftgekühlten Zweizylinder-V-Motor mit 75 Grad Zylinderwinkel, eine Cantileverschwinge mit Zentralfederbein und eine Antriebskette in einem geschlossenen Kasten mit Lithium-Fett. Die Einstellung der Produktion schon nach gut zwei Jahren war die Konsequenz aus dem mangelnden Markterfolg. So wurden in Deutschland – einschließlich des schleppenden Abverkaufs der Lagerbestände nach 1983 – nur rund 2800 Exemplare abgesetzt. Davon waren laut Kraftfahrt-Bundesamt am 1. Januar 2007 noch 1298 für den Straßenverkehr zugelassen.

## Modellgeschichte und Technik
Ausgangspunkte bei der Entwicklung der TR 1 waren nach Unternehmensangaben Ende der 1970er-Jahre stark steigende Kosten für Material und Kraftstoffe, die allgemeine weltweite Inflation und das vermutete Individualisierungs-Bedürfnis vieler Motorradfahrer. Da Yamaha im Segment der Tourer und Sporttourer schon eine große Vierzylinder-Modellpalette hatte, bot sich als Aufsehen erregend neues, aber preiswert zu bauendes und relativ leichtes Modell eine luftgekühlte Zweizylinder-Maschine als Reminiszenz an klassische Motorräder der 1940er- und 1950er-Jahre von Harley-Davidson oder Vincent an. Mit ihren großvolumigen V-Motoren, dem hohen Drehmoment bei niedrigen Drehzahlen und ihrem spezifischen Klang hatten sie bei einem Teil der Motorradfahrer Kultstatus erlangt.

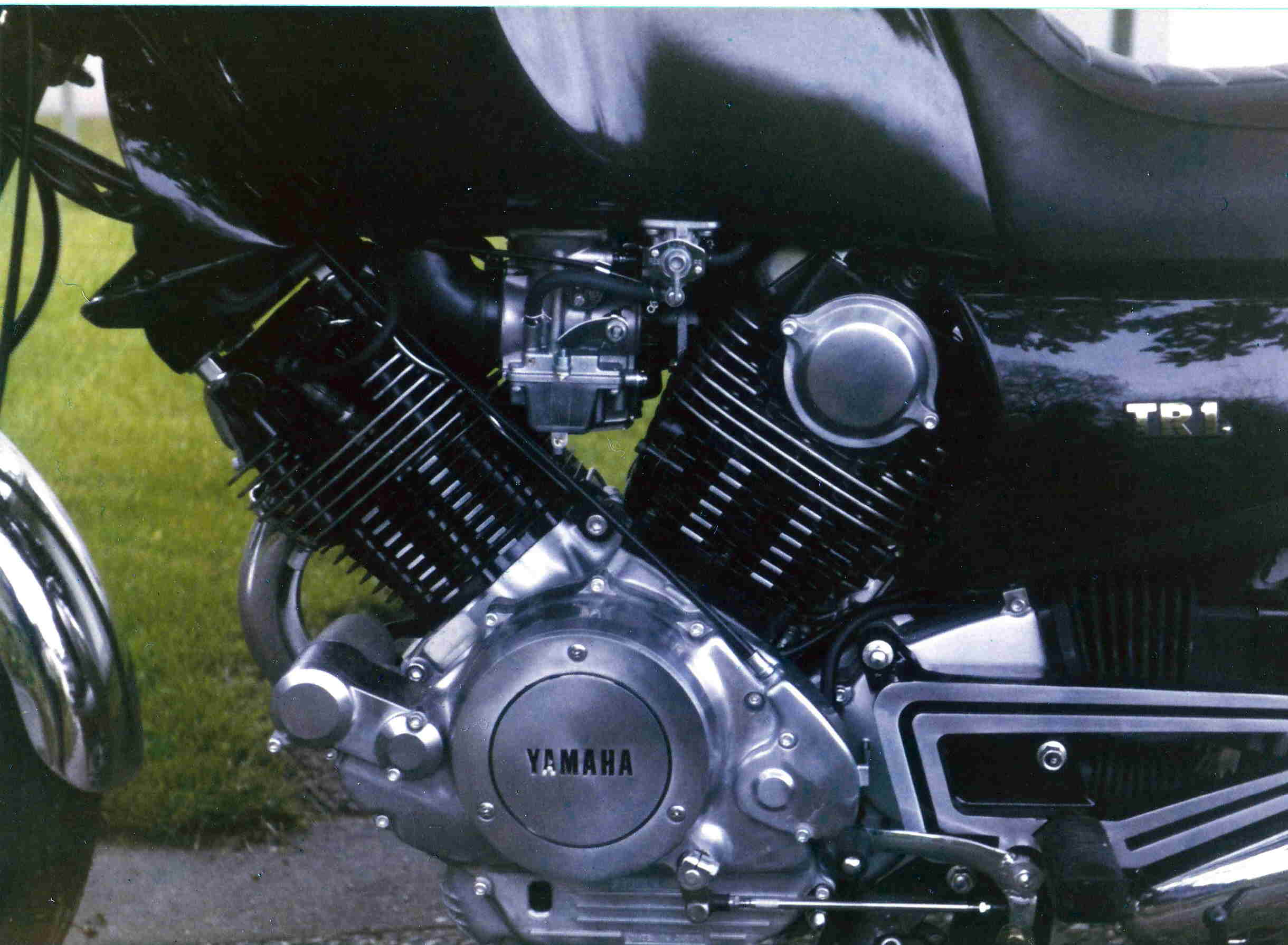
Motorblock des Modelljahrs 1981

Prinzipiell gelten Zweizylinder als billiger bei der Entwicklung und Produktion sowie sparsamer beim Treibstoffverbrauch. Die Motorenentwickler Kunihiko Morinaga und Hajime Ueno setzten bei der TR 1 nicht auf den traditionellen Zylinderwinkel von 90 Grad, sondern konstruierten einen Motor mit um 180 Grad gegeneinander verdrehten Zylindern, die in einem Winkel von 75 Grad hintereinander stehen. Diese Bauweise sollte die Breite und Länge möglichst gering halten und damit auch einen kürzeren Radstand ermöglichen. Außerdem rotiert die querliegende und rückwärts laufende Kurbelwelle bei dieser Bauform ohne zusätzliche Umlenkung schon in der Richtung, die für den Antrieb der Kupplung benötigt wird. Die beiden Zylinder sind gleich und somit untereinander austauschbar, was die Ersatzteilversorgung vereinfacht. Je eine oben liegende, durch eine als Zahnkette ausgeführte Steuerkette angetriebene Nockenwelle steuert zwei Ventile im Zylinderkopf, jeweils eine Zündkerze wird von einer kontaktlosen Transistorzündung versorgt. Das Motorenkonzept „überlebte“ die Bauzeit der TR 1 in den von 1981 bis 2003 mit verschiedenen Hubraumgrößen angebotenen Virago-Chopper- und Cruiser-Modellbaureihen sowie ab 2001 im „Naked Bike“ BT 1100 Bulldog.
Bei der TR 1 ist der Motor tragender Teil des Fahrgestells, das als Monocoque aus zwei Stahlblech-Pressteilen ausgeführt ist; ergänzt wird es durch einen Hilfsrahmen im Heck. Das Motorrad kann durch Lösen der Schraubverbindungen des Hauptrahmens am Motor komplett in zwei Teile zerlegt werden, um den Zugang bei größeren Wartungsarbeiten und den Kettenwechsel zu erleichtern. Einen Rahmen-Unterzug gibt es nicht.
Bereits von anderen Yamaha-Modellen bekannt war die Cantilever-Schwinge, die das Hinterrad aufnimmt und von einem Zentralfederbein mit integriertem Stoßdämpfer gegen den Rahmen abgestützt wird. Eine Neuentwicklung ist dagegen der geschlossene Kettenkasten, in dem eine konventionelle Rollenkette (ohne O-Ringe) in einem Lithiumfettbad läuft. Diese Konstruktion ermöglicht einen geringen Verschleiß und damit lange Laufleistungen der Antriebskette, die nach Werksempfehlung nur etwa alle 6.000 km nachgespannt und erst nach rund 50.000 km gewechselt werden sollte. In der Praxis waren sogar erheblich längere Wartungs- und Wechselintervalle möglich. Damit schien eine kostengünstige und weniger leistungsraubende Alternative zum Kardan- oder Riemenantrieb gefunden worden zu sein. Dieses Konzept setzte sich jedoch bei Serienmotorrädern nicht durch.

## Design und Komfort

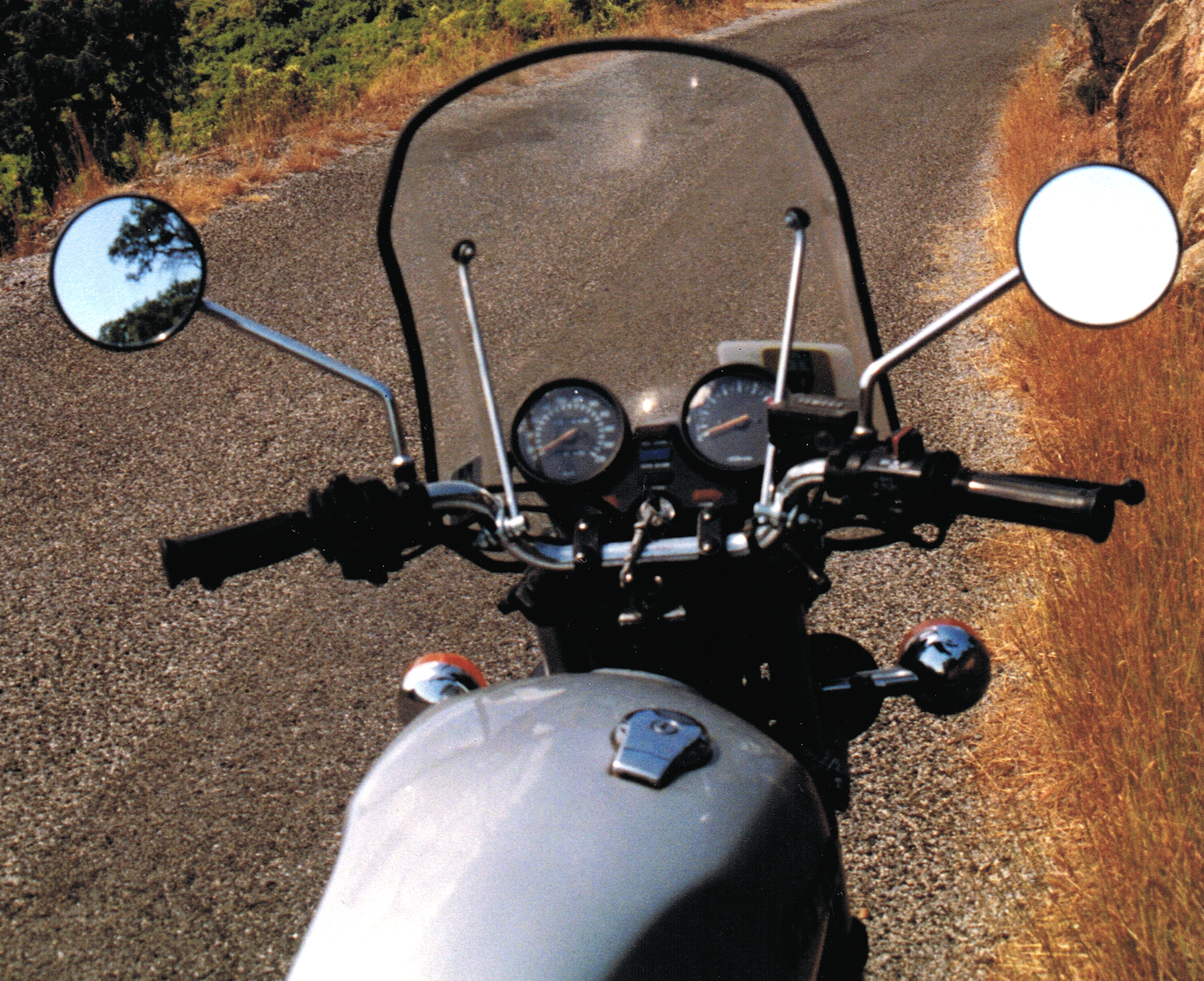
Das Cockpit der TR 1 mit Nachrüst-Windschutzscheibe

Das Design der unter Leitung von Chefentwickler Takehiko Hasegawa entworfenen TR 1 orientierte sich wie das Motorenkonzept an klassischen britischen Vorbildern und ähnelt dem Styling der bereits 1969 eingeführten Yamaha-XS-Modellreihe und dem ebenfalls von Hasegawa verantworteten Soft-Chopper XV 750. Hauptmerkmale waren ein großer, runder Frontscheinwerfer mit Chromeinfassung, klassische Rundinstrumente, eine leicht gestufte, relativ niedrige Doppelsitzbank mit rund 78 cm Sitzhöhe, ein schmaler Tank mit gutem Knieschluss, ein breiter und hoher Tourenlenker sowie das Fehlen von Verkleidungsteilen.
Als neuzeitliche Design- und Technikzutaten kamen Italic-Aluminiumguss-Speichenräder und die Schwinge mit Zentralfederbein hinzu. Federrate und Dämpfung können hier mit einem Handrad in sechs Stufen verändert werden. Außerdem ist über ein Ventil eine zusätzliche Luftunterstützung möglich, mit der eine schwerere Beladung ausgeglichen werden kann. Ebenfalls luftunterstützt ist die vordere Teleskopgabel, bei der allerdings beide Gabelbeine getrennt befüllt werden müssen, was die erforderliche, absolut gleichmäßige Unterstützung erschwert.
Die Sitzposition für Fahrer und Beifahrer wurde von der Fachpresse als „bequem“ und „tourentauglich“ bewertet, gelobt wurden die Wendigkeit und die Handlichkeit der Maschine. Bei hohen Drehzahlen störten jedoch die für das Motorenkonzept typischen Vibrationen, die vor allem an den Fußrasten und am Lenker spürbar waren.

## Preise und Vermarktung
Bei der Vorstellung auf der IFMA 1980 wurde ein Preis von 7900 DM in Aussicht gestellt. Als die erste Baureihe 1981 erschien, betrug der Listenpreis jedoch 8158 DM. Dieser wurde später in mehreren Schritten auf rund 8050 DM gesenkt, zum Schluss allerdings wieder bis auf 8878 DM erhöht. Schon im ersten Produktionsjahr zeigte sich, dass das Modell kein Erfolg war. Nur knapp 1250 Exemplare konnten abgesetzt werden. Bis zur Einstellung der Produktion 1983 waren in Deutschland rund 2200 Maschinen verkauft worden; die restlichen Lagerbestände wurden von den Yamaha-Händlern bis Anfang 1985 mit Nachlässen von teilweise über 2500 DM angeboten. Die hauptsächlichen Ursachen für diesen „Flop“ sah die Fachpresse in der anfangs falschen Positionierung als „Sportmotorrad“ mit zu wenig Leistung und zu hohem Preis, bei einigen Kinderkrankheiten des ersten Modelljahres (siehe Praxistauglichkeit) sowie in der fehlenden Anerkennung der technischen Besonderheiten und des „Retro“-Designs bei der angepeilten Zielgruppe. Die im Laufe der Zeit zwischen 69 (51) und 71 PS (52 kW) schwankenden offiziellen Leistungsangaben konnten sportlich orientierte Motorradfahrer ebenfalls nicht begeistern.
Vor allem die spätere Beliebtheit der Maschine als Gebrauchtmotorrad wurde von Fachjournalisten mit dem Verdacht kommentiert, die TR 1 sei wohl kein schlechtes Produkt, aber ein „Marketing-Missverständnis“ gewesen. Noch 1979 hatte Yamaha geplant, mit einem zu entwickelnden Twin-Racer (dt.: „Zweizylinder-Rennmotorrad“, abgekürzt: TR) in den Straßenrennsport einzusteigen. Dabei wurden verschiedene V-2-Motoren mit 900, 920 und 981 cm³ entworfen, wovon die zweite Entwicklungsstufe später für die US-Serienversion XV 920 und die letzte als vermeintlich sportlichste für Europa verwendet wurde. Das Rennsportprojekt war inzwischen vorzeitig aufgegeben und der sportliche Ansatz auf das Serienmodell übertragen worden. Yamaha wollte die TR 1 als Konkurrenz etwa zur Honda CBX (105 PS/77 kW) oder der Kawasaki Z1000 (rund 85 PS/63 kW) positionieren. Die Fahrleistungen des ersten Serienjahrgangs ließen die testenden Journalisten aber auf höchstens 65 PS (48 kW) Motorleistung schließen und das Fahrwerk produzierte sowohl mit den Bridgestone-Reifen der Erstauslieferung als auch mit später nachgerüsteten Metzeler-Pneus Pendelbewegungen in schnellen Kurven. Ursache war offenbar eine ungenaue Passung der Nadellager in der Hinterradschwinge, die der Schwingenachse zu viel Spiel gaben. Größere Schräglagenwinkel wurden sowohl durch die relativ harte Bereifung als auch durch die geringe Bodenfreiheit verhindert; vor allem mit Beifahrer und Gepäck setzten Fußrasten und Hauptständer früh auf. Auch mit der härtesten Stufe von Federung und Dämpfung sowie zusätzlicher Luftunterstützung konnte dieses Verhalten nur geringfügig verbessert werden.
Das ursprünglich von den Entwicklern ins Auge gefasste Leergewicht von rund 200 kg wurde in der Serie mit 241 kg deutlich überschritten, sodass das Leistungsgewicht erheblich ungünstiger war als das der damaligen 1000-cm³-Vierzylinder-Sportmaschinen in derselben Preisklasse. Das 1980 von Yamaha vorgegebene Marketing-Versprechen eines leichten, konkurrenzfähigen und sportlichen Ein-Liter-Motorrads zum Preis einer 750er-Maschine konnte somit nicht einmal ansatzweise erfüllt werden.

## Praxistauglichkeit

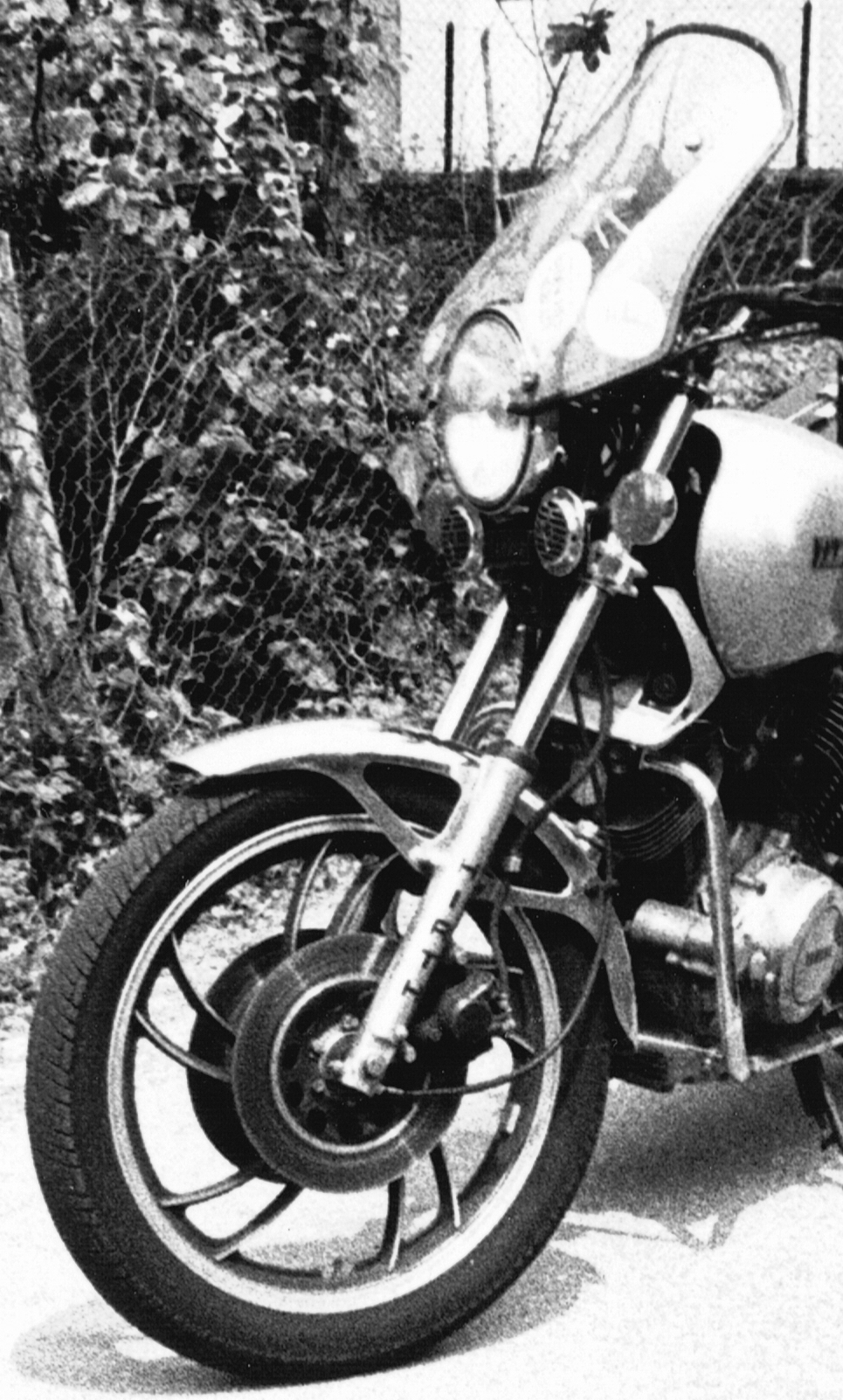
TR-1-Front mit Nachrüstzubehör Windschutzscheibe und Sturzbügel

Erst nach und nach entdeckten einige Tourenfahrer die Eignung der TR 1 für Reise- und Expeditionszwecke; zahlreiche Exemplare wurden dafür privat umgerüstet oder mit Produkten der Zubehörhersteller ergänzt. Besonders beliebt waren hier speziell entwickelte Koffer-Sets (vorwiegend von der Firma Krauser) oder Windschutzscheiben. Priorität genoss in dieser Gruppe von Motorradfahrern nicht die Höchstleistung, sondern die Zuverlässigkeit der Maschine. Diese war allerdings im ersten Modelljahr nur bedingt gegeben; professionelle Tester und Besitzer berichteten übereinstimmend von mehreren Schwachstellen: So wurden häufig die Asbest-Kopfdichtung und die beiden Ventile des thermisch höher belasteten hinteren Zylinders undicht, die Ansaugstutzen der zwischen den Zylindern liegenden Gleichdruck-Vergaser sprangen durch Fehlzündungen beim Anlassen ab, der Kettenkasten zeigte Undichtigkeiten, das hintere Zentralfederbein neigte zum Durchschlagen, das Motorrad konnte vom Seitenständer nicht zuverlässig gehalten werden, der erste Getriebegang wurde teilweise als zu lang und der 19 Liter fassende Benzintank als zu klein empfunden. Gelobt wurden dagegen das Durchzugsvermögen des drehmomentstarken, aber dennoch relativ sparsamen und langlebigen Motors, die tourentaugliche Sitzposition für Fahrer und Beifahrer, der gute Geradeauslauf durch den langen Radstand von 1540 mm und der wartungsfreundliche Aufbau durch den geschlossenen Kettenkasten, der auch den Radwechsel erleichterte. Yamaha reagierte auf die Schwachpunkte ab 1982 mit einer modellgepflegten Baureihe und genaueren Wartungsvorgaben (etwa zum exakt synchronen Einstellen der beiden Hitachi-Vergaser), mit denen die Fehlerrate reduziert werden konnte. Äußerlich erkennbar ist diese Modellreihe durch ein moderner gestaltetes Heck mit Kunststoffbürzel und eine leicht modifizierte Sitzbank.

## Bauzeit und Nachfolger
Unterschiedliche Angaben gibt es über den Produktionszeitraum der TR 1. Während Yamaha offiziell vom Baujahr 1981 für die erste Modellreihe und von 1982 bis 1983 für die modellgepflegte Version spricht, berichteten einige Fachjournalisten im Nachhinein, dass die Produktion wegen der mangelnden Nachfrage bereits Ende 1982 eingestellt worden sei. Ab 1983 unter anderem von der Mitsui Maschinen GmbH als deutschem Generalimporteur angebotene „Neufahrzeuge“ seien in Wirklichkeit Lagerexemplare aus der 1982er-Produktion gewesen.
Yamaha verzichtete in den folgenden Jahren auf eine Neuauflage des TR-1-Konzepts und setzte Zweizylinder-V-Motoren nur in seinen Chopper-, Softchopper- und Cruiser-Modellreihen ein. Ab 1991 bot das Unternehmen wieder eine sportliche Zweizylinder-Tourer-Modellreihe namens Yamaha TDM an, allerdings mit einem Parallel-Twin. Auch das Nachfolgemodell TRX ab 1995 blieb bei dieser Reihenmotor-Bauform. Sportlich orientierte Anhänger von V2-Motoren wurden unterdessen etwa von Ducati (Paso, 851, Monster und 916), Moto Guzzi und Cagiva bedient. Ab 1997 reagierte die japanische Konkurrenz auf den Erfolg dieser italienischen Modelle mit der Honda VTR 1000 und der Suzuki TL1000; beide mit rund 1000 cm³ großen V2-Motoren. Erst 2001 erschien mit der BT 1100 Bulldog wieder ein „Naked Bike“ von Yamaha mit dem nun über 20 Jahre alten TR-1-Motorenkonzept; leicht modifiziert und mit auf 1063 cm³ vergrößertem Hubraum. Auch hier wurde trotz des sportlich erscheinenden Designs kein Wert auf besondere Sporttauglichkeit gelegt: Die Maschine wurde als Funbike oder Super-Roadster positioniert und leistete nur 65 PS (48 kW). Das 2005 erschienene Nachfolgemodell MT-01 mit 1670 cm³ großem und 90 PS (66 kW) starken V2-Motor war hingegen völlig neu konstruiert. Diese Größenordnung war bis dahin nur bei Choppern üblich, wurde hier aber mit einem sportlichen Fahrwerk kombiniert.

## Motorsport

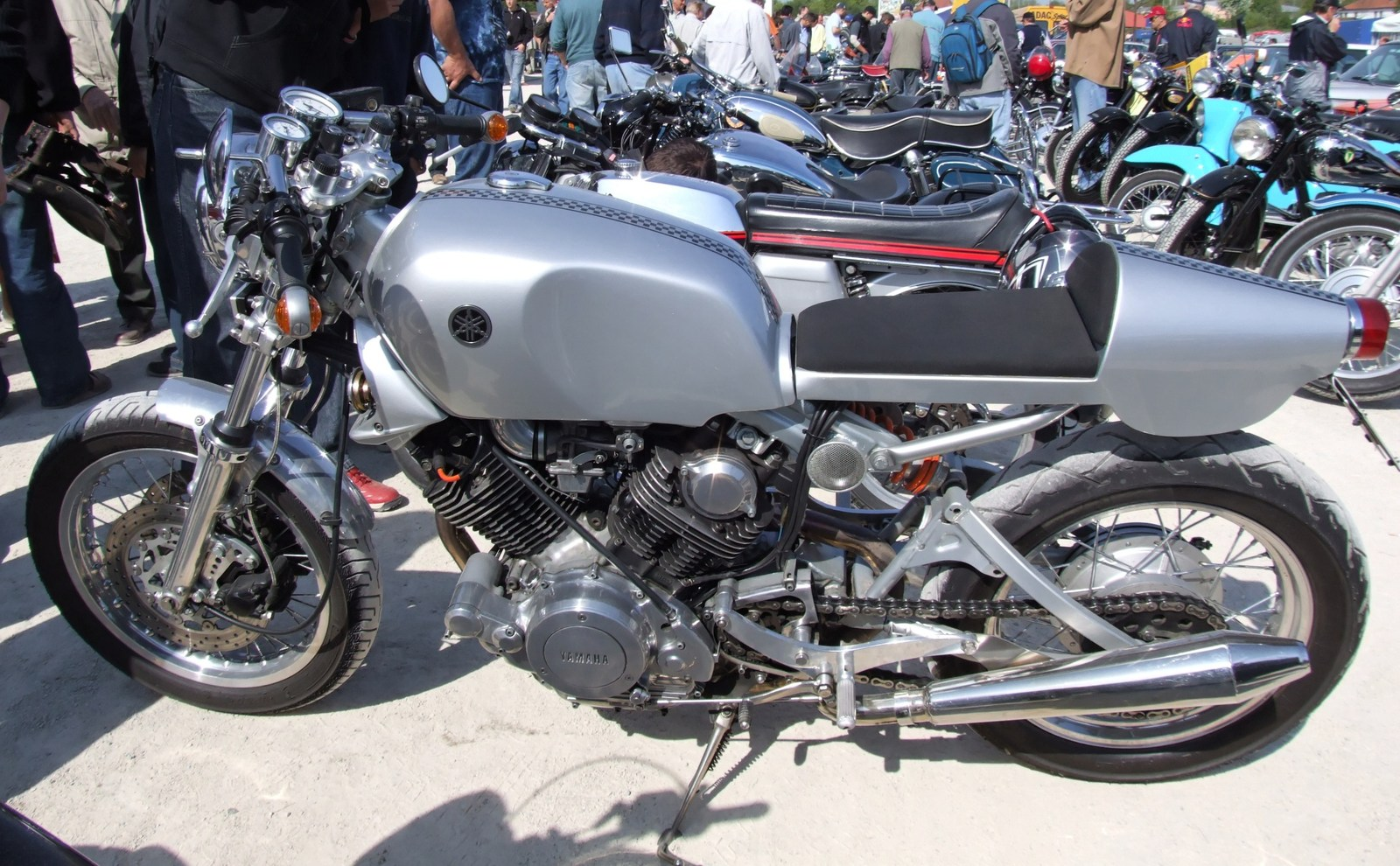
Privater Sportumbau einer TR 1 mit offenem Kettenantrieb

Sportlich engagierte Liebhaber von Zweizylindermotoren begannen schon kurz nach Erscheinen der TR 1, die Maschine privat oder auf kommerzieller Basis für den Motorrad-Rennsport umzubauen. Teilweise wurde auch nur der Motor verwendet, um ihn nach einer Leistungssteigerung in andere Rahmenkonstruktionen einzubauen. Der Niederländer Ton van Heugten etwa kombinierte das Triebwerk mit einem britischen Wasp-Gespannfahrwerk und nahm damit 1982 an der Rallye Paris-Dakar sowie später an der Moto-Cross-Weltmeisterschaft teil. Bis dahin war der Motor auf rund 95 PS (70 kW) leistungsgesteigert worden. Bei der Straßen-Rennserie Battle of the Twins (BoT) konnte der deutsche Privatrennfahrer Klaus Caspers im April 1989 einen Lauf zur Deutschen Meisterschaft auf dem Flughafenkurs in Speyer gewinnen; der erste Sieg für ein Motorrad mit japanischem Antrieb in dieser Serie. Caspers hatte einen rund 108 PS (79 kW) starken TR-1-Motor in ein Zentralrohr-Fahrgestell des Schweizer Konstrukteurs Fritz Egli eingebaut und holte damit im selben Jahr die BoT-Meisterschaft. Etwa 100 PS (74 kW) leistet die Yamton TR 1 des Spenglermeisters und Amateurrennfahrers Sepp Koch; eine rund 175 kg schwere Kombination aus dem TR-1-Motor mit einem modifizierten Norton-Fahrwerk. Dieses Rennmotorrad wird aktuell in der Classic Twins Only-Serie eingesetzt und gewann unter anderem 2007 den Lauf auf dem Schleizer Dreieck. Seit 2014 fährt der ehemalige Stuntfahrer Thomas Thöring mit einer stark modifizierten Tr1 (Tr1-R Skinny Beast) erfolgreich in den Achtelmeile-Sprintrennen bei Glemseck 101 in der Classic und der Internationalen Klasse: 2014 und 2015  erster Platz. 2016 schied er durch Kupplungsdefekte aus. Der Motor der Tr1-R Skinny Beast wurde von Sepp Koch leistungsgesteigert und wird während der Rennläufe bei Bedarf mit Lachgas aufgeladen. Das Fahrwerk wurde für den Einsatz modifiziert und mit einem Dragsterslick versehen.

## Technische Daten
| Motor                                         | luftgekühlter Zweizylinder-V-Motor, 75 Grad Zylinderwinkel, zwei Gleichdruckvergaser       |
| Hubraum                                       | 981 cm³                                                                                    |
| Leistung (Werksangabe)                        | 51–52 kW (69–71 PS) bei 6500 min−1                                                         |
| max. Drehmoment                               | 80 Nm bei 5500 min−1                                                                       |
| Kraftübertragung                              | 7-Scheiben-Ölbadkupplung, klauengeschaltetes Fünfganggetriebe, geschlossener Kettenantrieb |
| Höchstgeschwindigkeit                         | ca. 190 km/h                                                                               |
| Beschleunigung 0–100 km/h                     | 5,3 Sekunden                                                                               |
| Durchzug 80–130 km/h im 5. Gang               | 8,5 Sekunden                                                                               |
| Kraftstoffverbrauch, Normalbenzin (lt. Tests) | Landstraße: 5,8 l/100 km Gemischt: 8,0 l/100 km Maximal: 8,9 l/100 km                      |
| Länge                                         | 2,3 Meter                                                                                  |
| Radstand/Nachlauf                             | 1540/126 mm                                                                                |
| Bremsen vorn/hinten                           | Doppelscheiben-Schwimmsattelbremse 270 mm Durchmesser/Trommelbremse 170 mm                 |
| Listenpreis 1984                              | 8878 DM                                                                                    |